# Президентские выборы в Сальвадоре (2014)
Президентские выборы в Сальвадоре проходили 2 февраля (1-й тур) и 9 марта (2-й тур) 2014 года. Основными кандидатами в президенты являлись вице-президент Сальвадор Санчес Серен, мэр Сан-Сальвадора представитель коалиции ARENA Норман Кихано и экс-президент Антонио Сака, представлявший Большой альянс за национальное единство, Национальную коалиционную партию и Христианско-демократическую партию в коалиции UNIDAD.
Действующий президент Сальвадора Маурисио Фунес не мог выставлять свою кандидатуру на этих выборах.
Во 2-м туре Сальвадор Санчес Серен был избран президентом Сальвадора.

## Результаты
Первый тур голосования прошёл 2 февраля. Действующий вице-президент, кандидат от Фронта национального освобождения Санчес Серен одержал убедительную победу, набрав 49 % голосов, однако этого не хватило, чтобы победить в первом туре. Его соперник, кандидат от Националистического республиканского альянса Норман Кихано набрал почти 40 %. Выборы прошли без серьёзных инцидентов, несмотря на опасения наблюдателей, в связи с проблемами обеспечения безопасности и колоссальной бедностью населения. Обе эти темы находились в центре предвыборной кампании.
После 1-го тура опросы показывали преимущество левого кандидата Санчеса Серена, однако за 2-3 недели до 2-го тура рейтинг Нормана Кихано рос и к моменту выборов оба кандидата подошли с примерно равной поддержкой. Предварительные результаты показывали около 50 % голосов у обоих кандидатов.
| Кандидат                               | Партия                                                 | 1-й тур   | 1-й тур | 2-й тур   | 2-й тур |
| Кандидат                               | Партия                                                 | Голоса    | %       | Голоса    | %       |
| -------------------------------------- | ------------------------------------------------------ | --------- | ------- | --------- | ------- |
| Сальвадор Санчес Серен                 | Фронт национального освобождения имени Фарабундо Марти | 1 305 462 | 48,93   | 1 494 144 | 50,11   |
| Норман Кихано                          | Националистический республиканский альянс              | 1 039 275 | 38,95   | 1 487 510 | 49,89   |
| Антонио Сака                           | Большой альянс за национальное единство                | 305 294   | 11,44   |           |         |
| Рене Родригес                          | Сальвадорская прогрессивная партия                     | 11 324    | 0,42    |           |         |
| Оскар Лемус                            | Братство патриотов Сальвадора                          | 6917      | 0,26    |           |         |
| Всего действительных бюллетеней        | Всего действительных бюллетеней                        |           | 100,00  |           | 100,00  |
| Недействительных бюллетеней            |                                                        |           |         |           |         |
| Пустых бюллетеней                      |                                                        |           |         |           |         |
| Всего                                  | Всего                                                  | 4 955 107 | 100,00  | 4 955 107 | 100,00  |
| Проголосовавших избирателей/Явка       | Проголосовавших избирателей/Явка                       |           |         | 2 981 654 | 55,3%   |
| Источник: Elecciones 2014, тур 1 тур 2 |                                                        |           |         |           |         |